# Ernest Renan
Joseph Ernest Renan (født 27. februar 1829 i Tréguier i Bretagne, død 2. oktober 1892 i Paris) var en fransk orientalist og religionshistoriker.

## Liv og gerning
Renan var oprindelig bestemt til at være præst og fik sin første uddannelse som sådan; han kom dog snart i strid med dogmerne og kastede sig derefter over de orientalske sprog. I videnskabelig henseende forblev han bestandig afhængig af sine læremestre, men med en sjælden glimrende stil forbandt han en overlegen åndsklarhed og en digterisk sammenstillingsevne, der lod ham synes dem, på hvis forskninger han støttede sig, langt overlegen. Han medbragte til sine undersøgelser af de religiøse fænomeners historiske oprindelse bretagnerens djærve ærlighed og præstelærlingens aldrig svigtende idealisme; begge egenskaber fik han fuldt ud brug for.

### Vie de Jésus
Allerede 1860 havde den franske regering overdraget ham ledelsen af en videnskabelig ekspedition til Fønikien (resultaterne af denne fremlagdes først 1874), men det var dog ikke før 1863, at Renan trådte frem for det store publikum med sin meget omstridte og meget oversatte bog om Jesu liv (Vie de Jésus). Dette værk er nærmest at betegne som en fængslende roman; bedårende er dets naturskildringer af skuepladsen for Jesu historie, hvortil Renan benyttede sine egne iagttagelser fra sin rejse, og talrige fine, psykologiske småbemærkninger holder stadig læseren fangen. Men det løser ikke den stillede opgave: at give en for al forudfattethed frigjort og dog udtømmende skildring af Jesu liv og vurdering af hans virksomhed.
Bogen rejste en storm, der for så vidt altså var større, end den i sig selv burde have givet anledning til, og den kejserlige regering nødtes til at fratage Renan den post som professor i hebraisk, den året i forvejen havde tildelt ham; først efter Napoleon III's fald kom Renan tilbage til Collège de France.

### Fortsatte arbejder
Den stive bretagner, der tillige var opfyldt af en glødende tro på sin forsknings ideale berettigelse, lod sig ikke skræmme fra sit arbejde; under fællestitlen Histoire des origines du Christianisme udgav han i de følgende år en række blændende og interessante monografier (1866, Les apôtres; 1869, Saint Paul; 1873, L'Antechrist). Som en slags forspil til dette store værk udarbejdede han fra 1887 den lige så omfangsrige Histoire du peuple d'Israel (5 bind, 1887—94), en bog, der ikke overalt tåler en moderne kritik, men hvis fylde af træffende domme og tændende vid alligevel gør den til et mesterværk.
Ved siden af disse arbejder, i hvilke Renan vendte sig til hele det dannede Europa og med stor interesse hørtes af dette, foreligger fra hans hånd en række fagskrifter, af hvilke her blot skal nævnes hans bog om den arabiske filosof Ibn Rushd (Averröes) Averroes et l'Averroisme (1862); af en påtænkt Histoire générale des langues Sémitiques udkom aldrig mere end 1. bind (1855), der giver en fængslende, om end hist og her overfladisk og upålidelig karakteristik af de semitiske folk og af deres ejendommeligheder, som de træder frem igennem sproget. Til en stor del af det Gamle Testamentes senere bøger har Renan leveret oversættelser og kommentarer, der siden lang tid må betragtes som forældede. En særlig side af Renans forfattervirksomhed er endelig hans læsedramaer, hvori han behandlede filosofiske og sociale problemer med overlegen digterisk ynde, således spørgsmålet om krigens nødvendighed i Le prêtre de Nemi (1885) og kærlighedens ret i det ret dristige L'abbesse de Jouarre (1886), hvilket hans venner søgte at undertrykke.

## Hædersbevisninger
I 1878 var Renan blevet medlem af Académie française.